# Tinikling

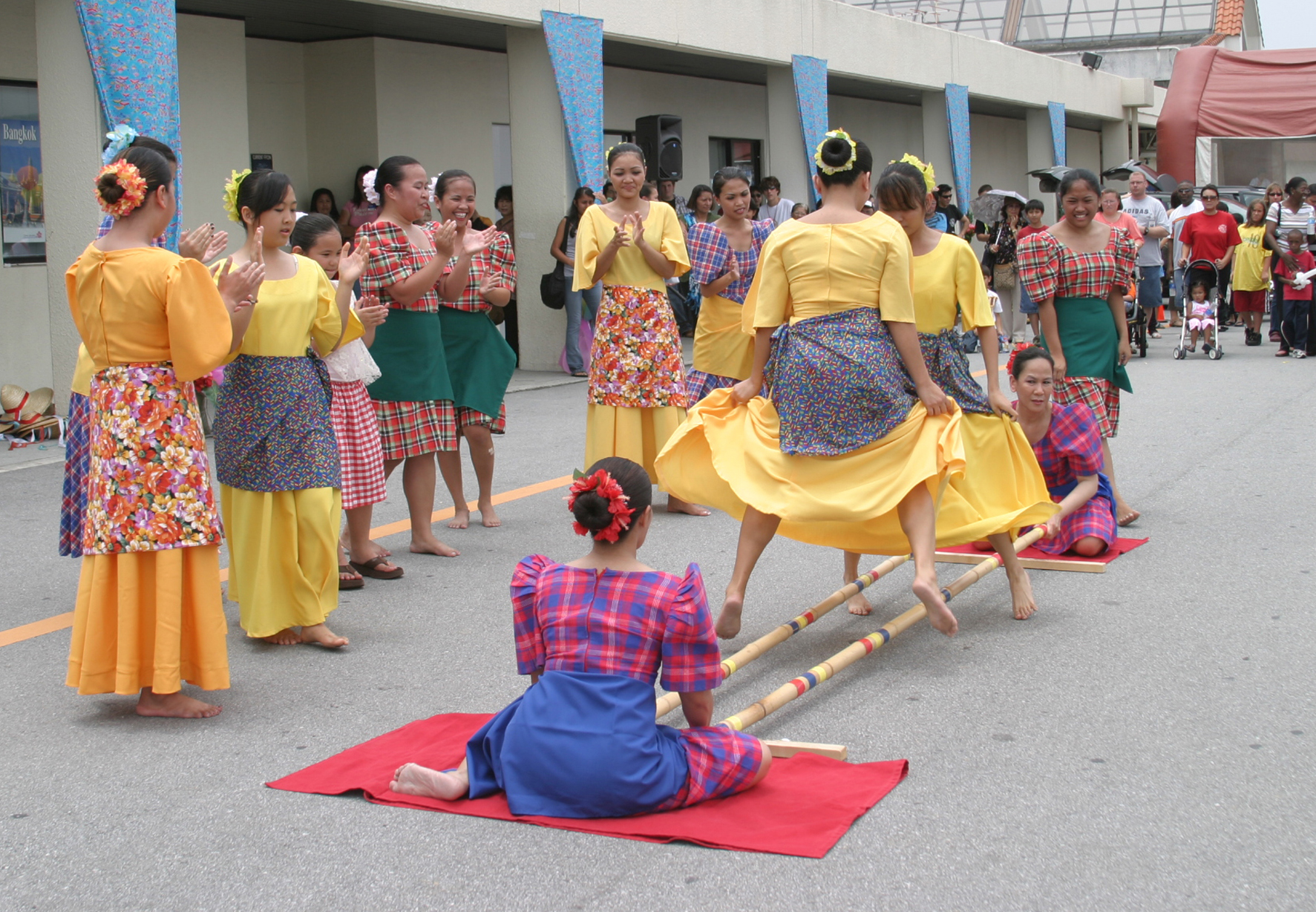
Bailarines de tinikling.

Tinikling (escrito tradicionalmente tiniclín) es un baile tradicional filipino que se originó durante la época colonial española. El baile consiste en dos personas que deslizan y golpean dos cañas de bambú entre ellas y contra el suelo, coordinándose con uno o más bailarines que saltan entre las cañas. Tradicionalmente, se baila con la música de una rondalla, un tipo de serenata tocada por un conjunto de instrumentos de cuerda que se originó en España en la Edad Media.

## Historia
El nombre «tinikling» hace referencia a unos pájaros conocidos como tikling, que puede referirse a cualquier pájaro de la familia Rallidae. El término tinikling significa literalmente «como un tikling».
El baile se originó en Leyte, una de las islas Visayas, en el centro de Filipinas. Este imita el movimiento de los pájaros tikling cuando andan entre el césped, corren sobre las ramas de los árboles o esquivan las trampas de bambú puestas por los agricultores de arroz. Los bailarines imitan esta legendaria elegancia y velocidad de los pájaros tikling maniobrando hábilmente entre las largas cañas de bambú.
Cuenta la leyenda indigenista, sin base histórica, que el tinikling se originó cuando los nativos trabajaban en las grandes plantaciones bajo el control y el mandato del rey de España. Aquellos que no eran productivos, eran castigados a estar de pie entre dos palos de bambú.
Hoy en día, el tinikling se enseña por todo Estados Unidos. Se utiliza como un ejercicio de aeróbicos en las clases de educación física en el colegio. Ayuda a mejorar movimientos físicos como la coordinación de las manos, la velocidad de los pies y el ritmo. El tinikling se baila en ocasiones especiales, como el día de la Independencia Filipina, para celebrar el orgullo y la cultura filipina.

## El baile
El tinikling tiene cinco pasos: durante los primeros cuatro pasos, los bailarines bailan cada uno a un lado de las cañas de bambú; y durante el último paso, empiezan desde el mismo lado. El bambú se usa como instrumento de percusión al ser golpeado contra el suelo (o contra un trozo de madera para que sea más fácil de agarrar) y golpeando las cañas entre ellas. El bambú tiene que ser golpeado lo suficientemente fuerte para hacer ruido, y los bailarines tienen que ser lo suficientemente rápidos para que no les pillen los pies. A medida que avanza el baile, los golpes del bambú empiezan a ser más fuertes y más rápidos. El sonido del bambú chocando y la rapidez de los bailarines emociona al público.
En Estados Unidos el baile se ha cambiado por un ritmo de cuatro tiempos que se ajusta a la música popular. En algunos casos, se ha usado junto con las artes marciales filipinas tradicionales para demostrar la rapidez de los pies y la fluidez de movimiento.
Para este baile tradicional, las mujeres llevan un vestido llamado balintawak  o patadyong, y los hombres, una camiseta holgada bordada llamada la barong tagalog. Los balintawak son unos vestidos coloridos con amplias mangas arqueadas y los patadyong son unas blusas hechas con fibra de piña y unas faldas de cuadros. El uniforme barong tagalog consiste normalmente en unas ligeras camisas de manga larga y pantalones rojos. Los bailarines no llevan calzado para la actuación.
Se encuentran bailes similares en Asia, como el baile Cheraw de India; Múa Sạp en Vietnam; Lao Kra Top Mai en Tailandia; Robam Kom Araek en Camboya; Karen o el Baile del Bamboo Chin en Myanmar; Alai Sekap en Brunéi; Ami Bamboo en Taiwán; y Magunatip en Sabah, en Malasia del este.
Vicente I. De Veyra recopiló música tinikling en su libro Mga Ambahan.